# Milland
Milland är en civil parish i Storbritannien.   Den ligger i grevskapet West Sussex och riksdelen England, i den södra delen av landet, 70 km sydväst om huvudstaden London. Arean är 20,3 kvadratkilometer.
Terrängen i Milland är huvudsakligen platt.